# Mikołajek i inne chłopaki
Mikołajek i inne chłopaki (fr. Le Petit Nicolas et les copains) – trzecia część przygód o Mikołajku. Autorem książki jest René Goscinny, a ilustracje stworzył Jean-Jacques Sempé. W Polsce została ta książka wydana w 1979 i 1997 roku.

## Spis rozdziałów
| Tytuł oryginalny               | Polskie tłumaczenie    | Fabuła                                                                                   |
| ------------------------------ | ---------------------- | ---------------------------------------------------------------------------------------- |
| Clotaire a des lunettes !      | Kleofas ma okulary!    | Kleofas przychodzi do szkoły w okularach, wierząc, że będzie dostawał lepsze oceny.      |
| Le chouette dol d'air          | Łyk świeżego powietrza | Mikołajek z rodzicami jedzie na wieś do znajomego taty, pana Bongrain.                   |
| Les crayons de couleur         | Kredki                 | Bunia, babcia Mikołajka, przysłała mu kredki w prezencie. Chłopiec zabiera je do szkoły. |
| Les campeurs                   | Na campingu            | Na opuszczonym placu chłopcy bawią się w obóz pod namiotem.                              |
| On a parlé dans la radio       | Mówiliśmy przez radio  | Cała klasa bierze udział w wywiadzie radiowym.                                           |
| Marie-Edwige                   | Jadwinia               | Mikołajek zaprasza na podwieczorek kolegów oraz Jadwinię, córkę sąsiadów.                |
| Philatélies                    | Filatelistyka          | Rufus zaczyna zbierać znaczki i swoim zainteresowaniem zaraża wszystkich kolegów.        |
| Maixent le magicien            | Maksencjusz czarodziej | Maksencjusz dostał czarodziejską szkatułkę i chce pokazać kolegom kilka sztuczek.        |
| La pluie                       | Deszcz                 | Ze względu na deszcz, uczniowie muszą spędzić przerwę w klasie.                          |
| Les échecs                     | Szachy                 | Tata Alcesta uczy Mikołajka gry w szachy.                                                |
| Les docteurs                   | Lekarze                | Uczniowie muszą przejść badania, polegające na prześwietleniu płuc.                      |
| La nouvelle librairie          | Nowa księgarnia        | W okolicy otwarta zostaje nowa księgarnia.                                               |
| Rufus est malade               | Rufus jest chory       | Rufus zachorował podczas lekcji, ale nie chce iść do pielęgniarki.                       |
| Les athlètes                   | Lekkoatleci            | Chłopcy urządzają na opuszczonym placu zawody lekkoatletyczne.                           |
| Le code secret                 | Tajemny szyfr          | Gotfryd wymyśla specjalny sposób na komunikację z kolegami bez rozmawiania z nimi.       |
| L'anniversaire de Marie-Edwige | Urodziny Jadwini       | Jadwinia organizuje swoje urodziny i zaprasza na nie Mikołajka.                          |

## W innych językach
- język czeski – Mikuláš a jeho přátelé